# کارلایل (لوئیزیانا)
کارلایل (به انگلیسی: Carlisle) یک منطقهٔ مسکونی در ایالات متحده آمریکا است که در پریش پلاکماینس، لوئیزیانا واقع شده‌است. کارلایل ۲٫۱۳ متر بالاتر از سطح دریا واقع شده‌است.